# Ruisseau de la Terrasse
Le ruisseau de la Terrasse est un cours d'eau de France situé en Isère, au nord-est de Grenoble et au sud de Chambéry, dans le massif de la Chartreuse, et qui conflue avec l'Isère dans le Grésivaudan. Né au col de Marcieu dans le massif de la Chartreuse, il porte le nom de ruisseau de Grésy jusqu'aux deux cascades qui lui font quitter le plateau des Petites Roches et entrer dans le Grésivaudan où il conflue avec l'Isère après avoir traversé la Terrasse.